# مدحت عباس
مدحت عباس هو مسؤول صحّي فلسطيني شغل منصب المدير العام لوزارة الصحة في غزة منذ حوالي يناير 2023، بما في ذلك خلال الحرب الفلسطينية الإسرائيلية عام 2023.

## الحياة العملية
منذ سيطرة حماس على غزة في عام 2007، كان عباس مسؤولاً في وزارة الصحة التي تديرها حماس في غزة، وبصفته مديرًا لوحدة الأزمات في الوزارة، قال عباس للمجلة الطبية البريطانية إن حماس طردت مسؤولين طبيين بسبب "الفساد الإداري والمالي والأخلاقي" وليس السياسة.
ترأس عباس قسم التعاون الدولي بوزارة الصحة في غزة خلال حرب غزة 2008-2009. شغل عباس فيما بعد منصب المدير العام لمستشفى الشفاء ، المستشفى الرئيسي في غزة، خلال الحرب الإسرائيلية على غزة عام 2012 ومستشفى الأقصى في دير البلح خلال حرب غزة عام 2014.
اتَّهمَ عبَّاس إسرائيل بتعطيل دخول عدد من أجهزة الأشعة السينية اللازمة لعلاج المرضى في قطاع غزة المُحاصرة، خلال الحرب الفلسطينية الإسرائيلية 2023.